# 北細野站
北細野站（日语：／ Kita-Hosono eki */?）是位於長野縣北安曇郡松川村字赤芝，屬於東日本旅客鐵道（JR東日本）的大糸線車站。車站編號是28。

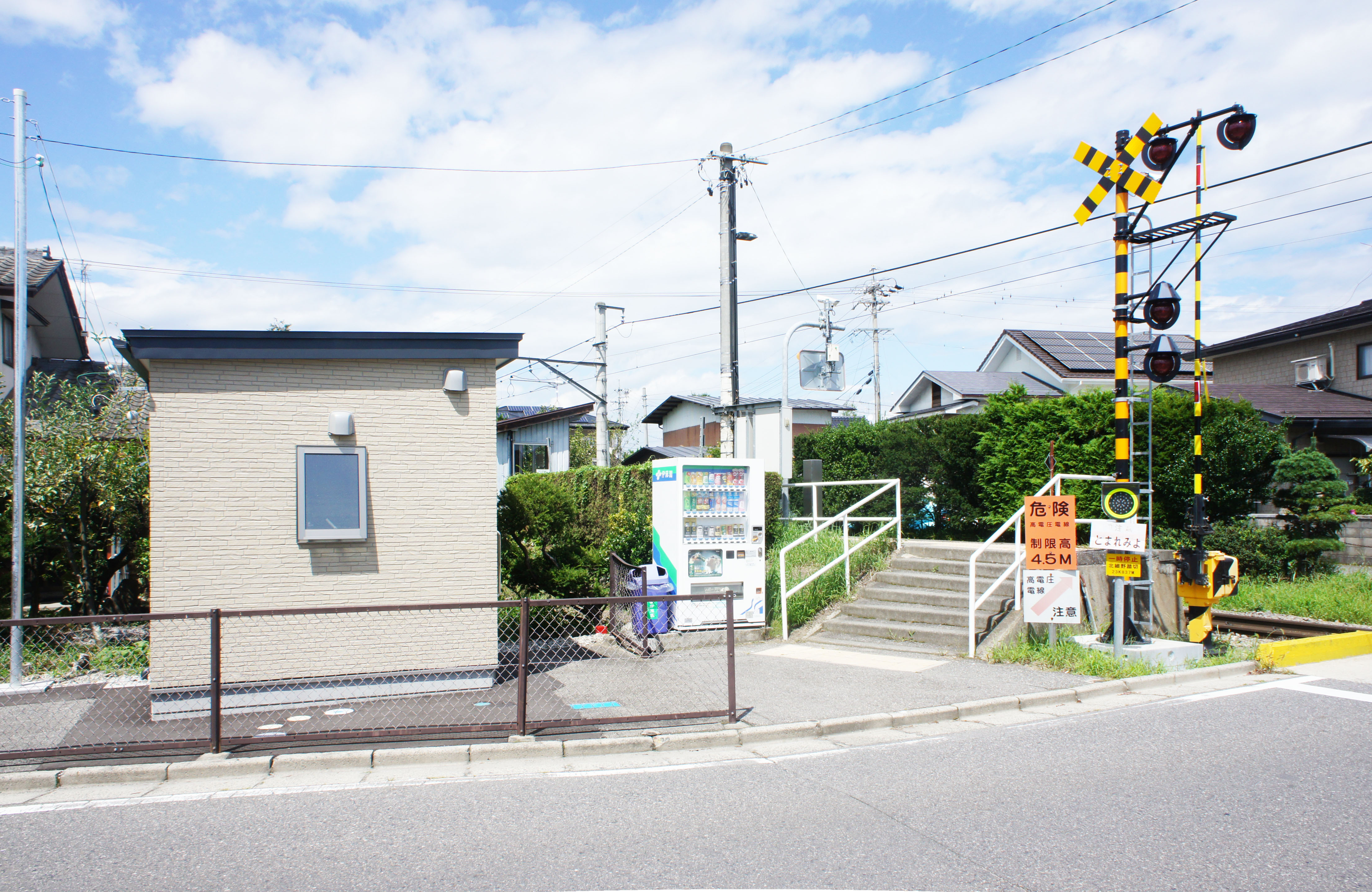
車站入口(2021年8月)

## 歷史
- 1930年（昭和5年）10月28日：信濃鐵道（日语：信濃鉄道）開設此站，當時車站名為阿龜前站[2]。為旅客車站。
- 1937年（昭和12年）6月1日：信濃鐵道被國有化，成為大糸南線[5]。同時車站改名為北細野町站[2]。
- 1957年（昭和32年）8月15日：中土站至小瀧站之間開通，全線開通並改名為大糸線[2]。
- 1987年（昭和62年）4月1日：伴隨國鐵分割民營化，車站由東日本旅客鐵道（JR東日本）營運[6][7]。

## 車站構造

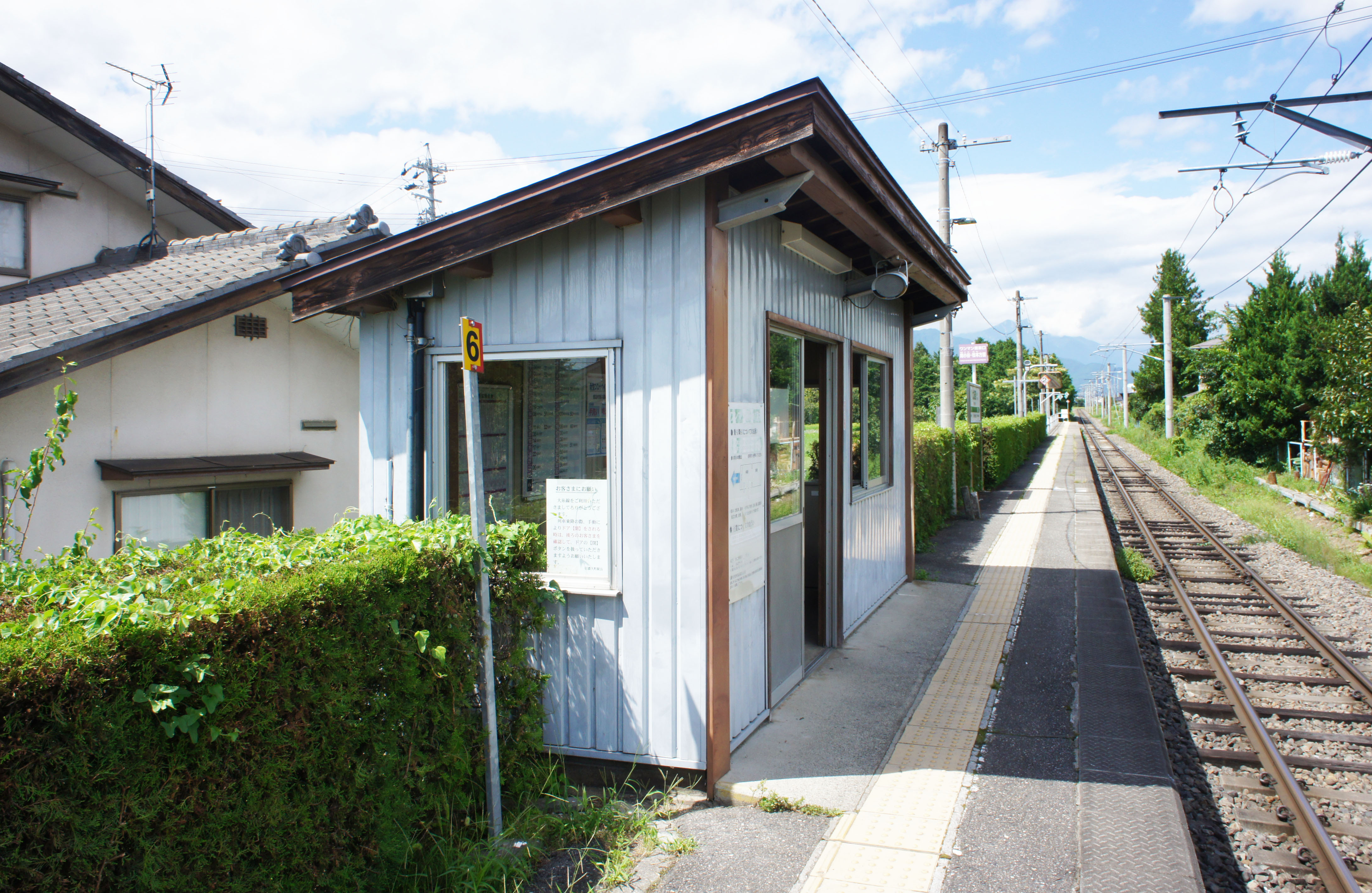
候車室(2021年8月)

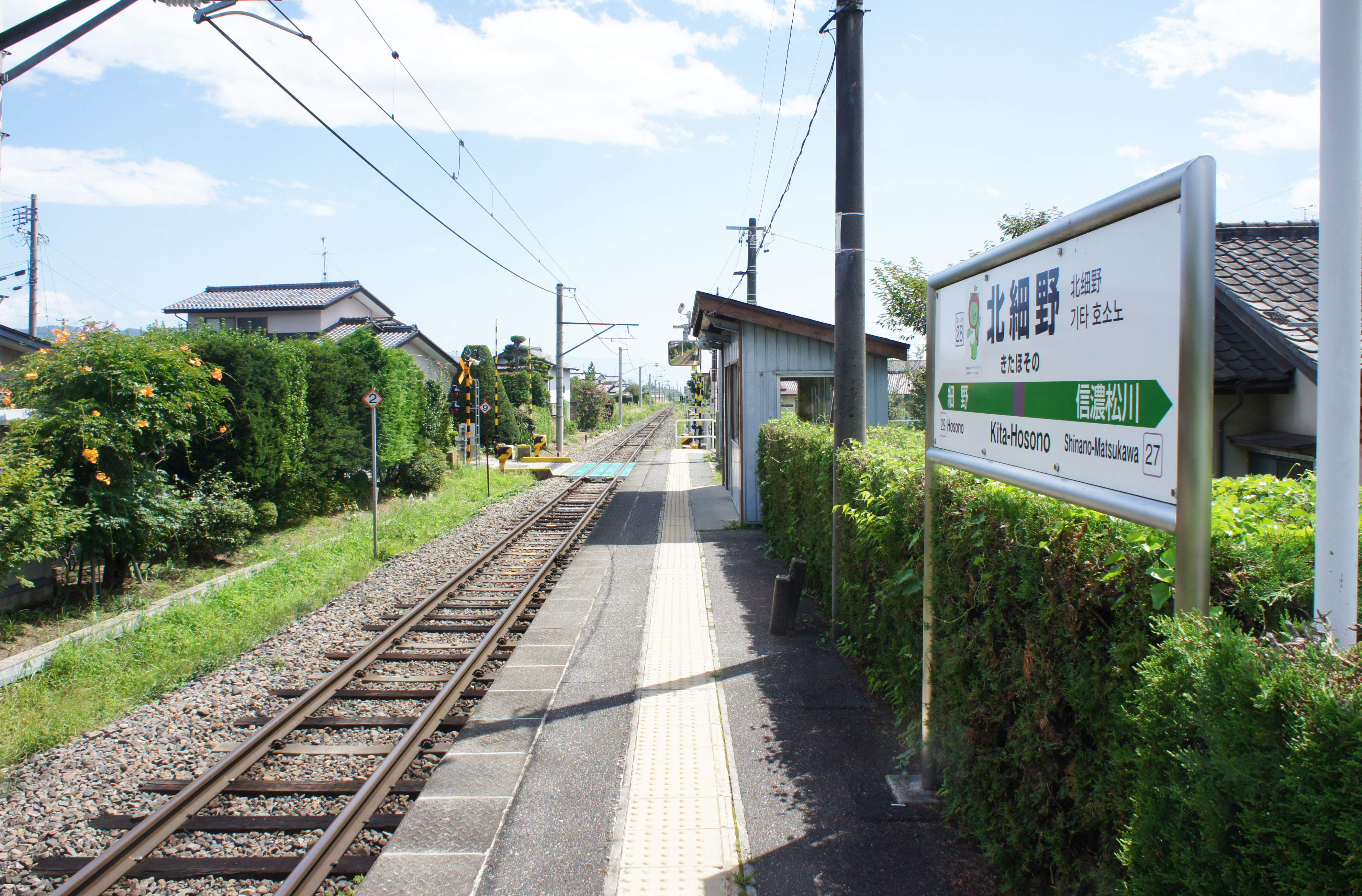
月台(2021年8月)

本站是地面車站，設有1面1線的單式月台，無法進行列車交會，月台上則設有候車室。此站是由信濃大町站管理的無人車站。

## 使用狀況
根據「長野縣統計書」，以下為1日平均乘車人次資料：
- 2007年度 - 134人[1]
- 2009年度 - 135人[1]
- 2010年度 - 134人[9]
- 2011年度 - 130人[3]

## 車站周邊
車站附近較住宅。在車站西邊設有鈿女神社
- 細野簡易郵局
- 細野團地[1]
- 高瀨川（日语：高瀬川 (長野県)）
- 國道147號（日语：国道147号）

## 相鄰車站
東日本旅客鐵道（JR東日本）
■大糸線
□快速
通過
■普通
細野（29）－北細野（28）－信濃松川（27）

## 注腳

## 外部連結
- 車站資訊（北細野）：東日本旅客鐵道（日語）